# 背帶鷹䱵
背帶鷹䱵（學名：Goniistius quadricornis）又稱四角唇指䱵、素尾鷹䱵、素尾鷹羽鯛、背帶䱵、黑尾鷹斑䱵，俗名咬破布、三康，為婢𮬢科鷹䱵屬的其中一種，過去曾被歸類於唇指䱵科唇指䱵屬。

## 分布
本魚分布於西北太平洋區，包括朝鲜、日本及台灣以及中国南海、东海等水深1至30公尺的海域。}

## 特徵
本魚體側扁，呈長橢圓形，眼後背部隆起，口小，唇厚且為灰白色，魚體為淡橘黃色，腹部顏色較淡，具8至9條黑色向後之斜帶，大多未達腹側，其中前2條在頭部，最後一條則在尾柄末端，體被圓鱗。尾鰭叉形，上葉黃下葉黑，背鰭硬棘13枚，背鰭軟條26至28枚；臀鰭硬棘3枚，臀鰭軟條8枚，體長可達40公分。

## 生態
本魚棲息較深的岩礁區，屬於底棲性魚類，游泳方式特殊，以一停一游的方式移動。利用胸鰭延長之鰭條探尋獵物，屬肉食性，以底棲無脊椎動物為食。

## 經濟利用
為肉質鮮美的食用魚，小魚可做觀賞魚。

## 外部鏈接
- 台灣魚類資料庫 （页面存档备份，存于）